# Атлантик (Вірджинія)
Атлантик (англ. Atlantic) — переписна місцевість (CDP) в США, в окрузі Аккомак штату Вірджинія. Населення — 808 осіб (2020).

## Географія
Атлантик розташований за координатами 37°54′12″ пн. ш. 75°30′23″ зх. д. / 37.90333° пн. ш. 75.50639° зх. д. (37.903366, -75.506367).  За даними Бюро перепису населення США в 2010 році переписна місцевість мала площу 15,88 км², з яких 15,28 км² — суходіл та 0,60 км² — водойми.

## Демографія
Згідно з переписом 2010 року, у переписній місцевості мешкали 862 особи в 357 домогосподарствах у складі 248 родин. Густота населення становила 54 особи/км².  Було 419 помешкань (26/км²).
Расовий склад населення:
| - 64,5 % — білих - 32,7 % — чорних або афроамериканців - 0,9 % — корінних американців - 0,6 % — азіатів |

До двох чи більше рас належало 1,3 %. Частка іспаномовних становила 1,6 % від усіх жителів.
За віковим діапазоном населення розподілялося таким чином: 20,0 % — особи молодші 18 років, 60,0 % — особи у віці 18—64 років, 20,0 % — особи у віці 65 років та старші. Медіана віку мешканця становила 44,2 року. На 100 осіб жіночої статі у переписній місцевості припадало 98,6 чоловіків;  на 100 жінок у віці від 18 років та старших — 92,2 чоловіків також старших 18 років.
Середній дохід на одне домашнє господарство  становив 81 636 доларів США (медіана — 80 044), а середній дохід на одну сім'ю — 92 787 доларів (медіана — 87 813). За межею бідності перебувало 4,6 % осіб, у тому числі 0,0 % дітей у віці до 18 років та 17,4 % осіб у віці 65 років та старших.
Цивільне працевлаштоване населення становило 529 осіб. Основні галузі зайнятості: публічна адміністрація — 30,8 %, освіта, охорона здоров'я та соціальна допомога — 21,2 %, роздрібна торгівля — 15,3 %.